# Q-dance

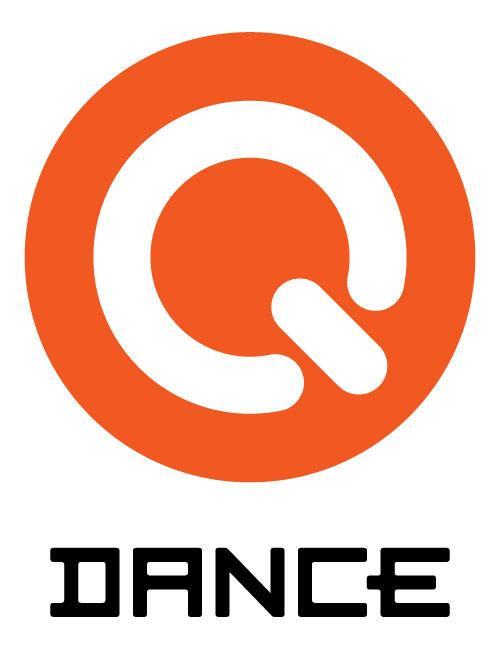
Logo Q-dance.

Q-dance est une société néerlandaise organisatrice d'événements principalement axés hardstyle, filiale de ID&T donc de SFX Entertainment. Elle inclut une variante de musiques électroniques connexes telles que la techno, la trance, la hard trance, le jumpstyle, et le gabber. Q-dance se démarque aux Pays-Bas en 2001, puis devient, au fil des années, l'un des plus grands événements hardstyle à l'international,,. En 2012, plus de 55 000 auditeurs se sont présentés à leur événement.

## Histoire

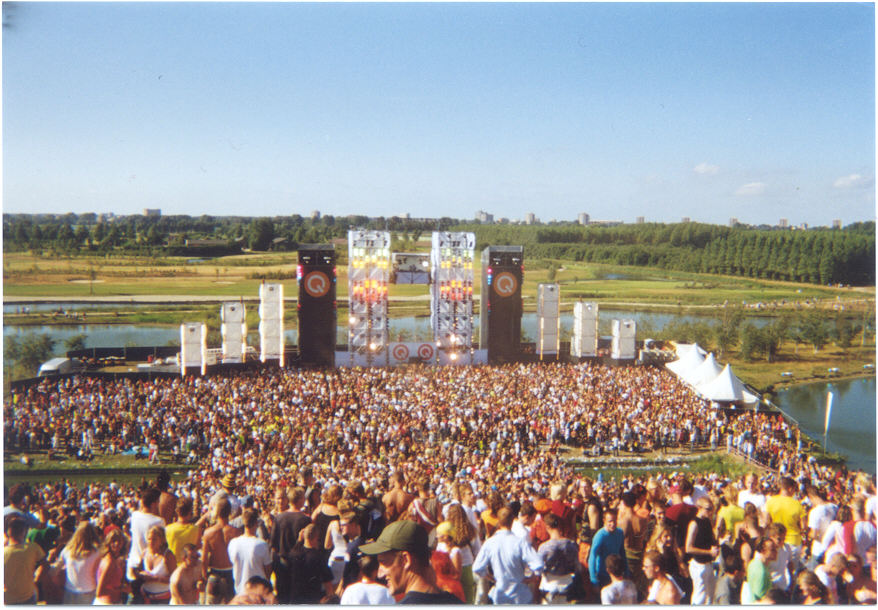
Q-dance, Mysteryland 2003, Pays-Bas.

Q-dance est initialement fondé en 1999, en tant que société sœur d'ID&T, par trois jeunes fans de musiques électroniques enthousiastes — Wouter Tavecchio (CEO), Wildrik Timmerman (directeur financier), et Tamil van Draanen (directeur technique) — qui souhaitaient organiser leurs propres événements. Dès lors, cette petite société fonde son propre marketing et se base sur les opinions du public. La société démarre initialement sous le nom de Qlass Elite avec quelques événements organisés au Hemkade 48 de Zaandam, aux Pays-Bas. À cette période, la scène gabber et sa musique connexe connaissent une lente agonie et s'éteignent peu à peu, avant un revirement spectaculaire en 2001. Entretemps, Q-dance intronise un autre concept appelé Houseqlassics. 
En 2000, Q-dance organise son premier événement filmé nommé Qlass-Elite. Q-dance se démarque initialement en Hollande, aux Pays-Bas en 2001, grâce à un événement appelé Qlubtempo. Cet événement débute en jouant une variante de musiques électroniques incluant notamment hard trance, old style, et techno. À cette période, la musique hardstyle est à son apogée avec une première génération de disc-jockeys tels que Luna, Pavo, Technoboy, Gary-D et Lady Dana. Au milieu des années 2000, ID&T et Q-dance décident de fusionner, mais restent partagés quant à leurs objectifs ; ID&T fait appel à un public âgé entre 18 et 35 ans, tandis que Q-dance, un événement plus catégorisé underground, se base sur une audience plus jeune âgée entre 17 et 26 ans. À elles seules, ces deux sociétés organisatrices cumulent 550 000 visiteurs par an, et représentent 60 % des parts du marché de la musique électronique néerlandaise rien qu'en 2006. En 2003, sur la page Bloemendaal, aux Pays-Bas, Q-dance fait construire une plage privée appelée Q-beach. En 2008, la société organise une tournée australienne, avec en plus un album promotionnel.
Q-dance débute en Amérique du Nord en 2011 à Las Vegas, puis s'installe dans d'autres grandes villes telles qu'Atlanta pour le premier chapitre du festival TomorrowWorld (en). En 2013, avec des événements localisés dans plus d'une dizaine de pays, Q-dance s'installe désormais aux États-Unis, plus précisément à Los Angeles en octobre. L'événement présente en tête d'affiche des musiciens tels que The Prophet, Frontliner, Brennan Heart, Sylence, Mr. Skeleton et MC Villain. Entretemps, en Australie, sur le chemin d'une soirée Defqon.1, un jeune homme de 23 ans meurt intoxiqué.

## Thématiques et popularité

Scène « Freedom » de Tomorrowland en 2023, recevant Q-dance.

Q-dance organise un ensemble d'événements à grande échelle, accueillant entre 10 000 et 60 000 personnes[réf. nécessaire]. Ils se déroulent en extérieur comme le festival Defqon.1 (autrefois à Almere Strand, puis à Evenemententerrein Biddinghuizen depuis 2011), ou en intérieur, la plupart du temps dans le Heineken Music Hall à Amsterdam — comme Qrime Time, Qlub Tempo, HouseQlassics, In Qontrol, X-Qlusive, Qountdown — ou dans des lieux plus insolites, comme le Q-base en Allemagne qui se tient sur une base aérienne américaine désaffectée, ou le Qlimax dans le stade de football couvert du Vitesse Arnhem, le Gelredome. Ses propres événements indépendants incluent : Qlimax, Qapital, X-Qlusive, Iqon, Defqon.1, Q-Base, Qult, Freaqshow, et Qore. En collaboration, la société organise notamment Dominator (avec Art of Dance), et The Qontinent (avec Bass Events). Elle participe également à une ou plusieurs scènes lors d'un événement d'une autre société événementielle comme Mystery Land et Tomorrowland organisés par ID&T.
Chaque festival possède son propre thème et sa propre mise en scène. Qlimax possède un thème axé mystère, ambiance sombre et fantastique principalement axée sur les sciences, les découvertes ainsi que les phénomènes mystérieux. Q-Base, un thème du camp militaire, et Qrime Time, un thème des films sur la mafia (Scarface principalement) ; l'événement correspond à une sorte de gala de fin d'année, avec pour code vestimentaire du gangster.
Les événements organisés par Q-dance sont très populaires dans la scène hard dance, aux Pays-Bas, mais aussi en Belgique. Leur succès international (beaucoup de participants viennent des quatre coins de l'Europe voire au-delà : Allemagne, France, Italie, Suisse, Espagne, Angleterre, Scandinavie, Tchéquie, Pologne, États-Unis et Australie) repose essentiellement sur des shows grandioses (lumières, lasers, pyros, etc.), un rassemblement de disc-jockeys mondialement connus dans leur domaine, un son d'une grande qualité et une communication online tapageuse. Notamment, le Defqon est considéré[Par qui ?] comme l'un des plus importants événements, avec une douzaine de scènes en anglais : stages. La société Q-dance réalise également une tournée mondiale de ses concepts lors de soirées en France, Australie, Italie, etc.

## Médias

### Q-dance Radio
Q-dance Radio est une webradio diffusant 24 heures sur 24 une programmation composée de musiques électroniques, hard dance, techno, hardcore, et gabber. Tous les soirs, une émission spéciale vient compléter la programmation. Il s'agit soit de diffusions en direct d'événements, soit de sets de disc-jockeys célèbres, notamment en direct du Studio 80 d'Amsterdam. En particulier, depuis 2013, Q-dance Radio accueille les mixes baladodiffusés du concept Hardcore Italia, en partenariat avec le label italien Traxtorm Records.

### Compilations et disques
Q-dance dispose d'une activité de label discographique. Dès ses débuts, Q-dance éditait principalement des enregistrements d'événements, puis s'est mis à commercialiser également des digipacks de ses événements Qlimax et Defqon.1, comprenant avec le CD, des DVD ou des Blu-ray contenant les enregistrements vidéo de ces soirées.

### Merchandising
Depuis 2000, Q-dance commercialise de nombreux produits dérivés de ses concepts d'événements. Q-dance décline ses concepts Qlimax, Defqon.1 et Q-Base une ligne de t-shirts, pulls et vestes, pantalons, sacs, drapeaux et autres accessoires. Usant d'abord d'un service de vente par correspondance, Q-dance ouvre sa boutique en ligne au début des années 2010.